# Jakob Hannibal III. von Hohenems

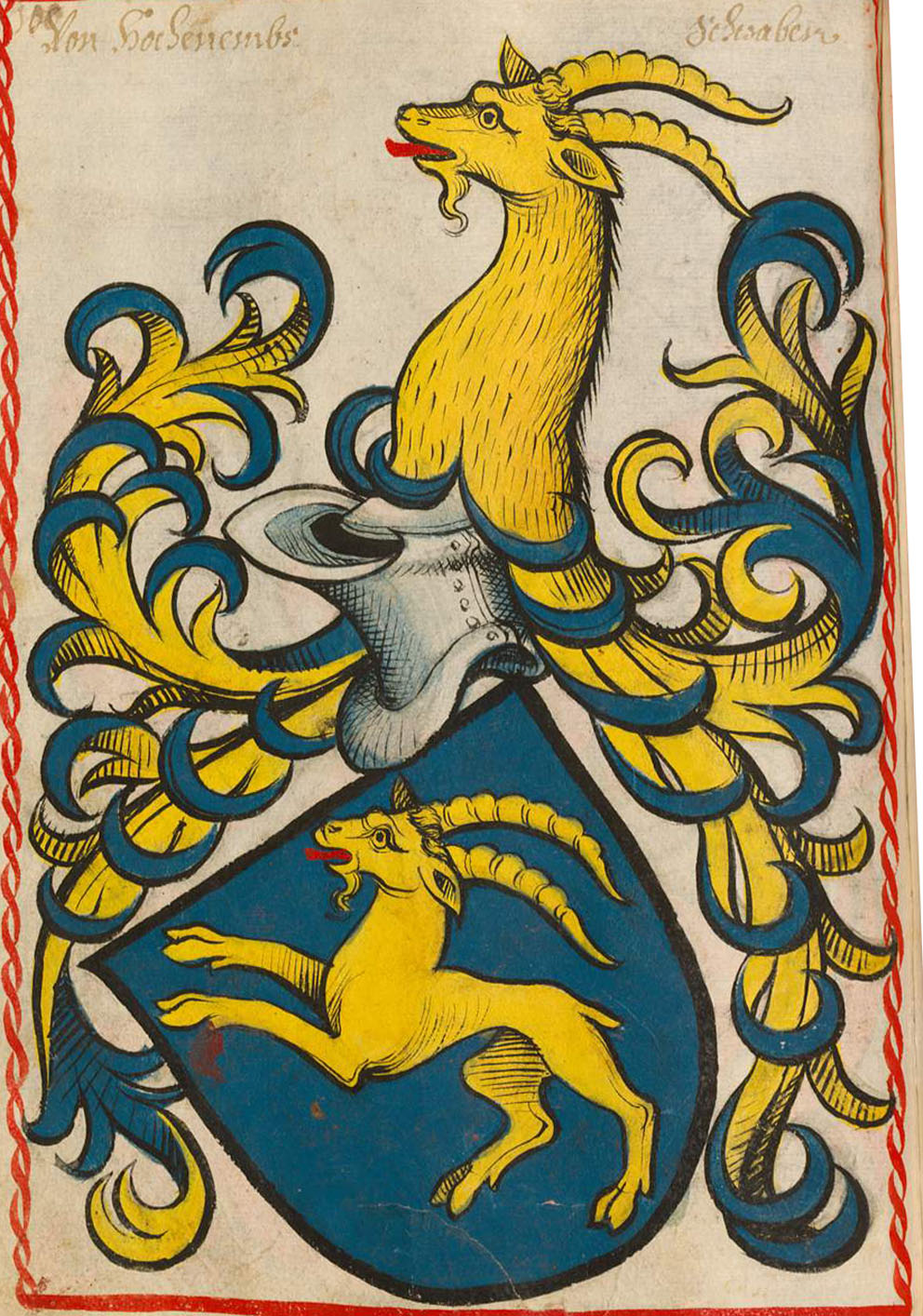
Wappen der Herren von Ems in Scheiblers Wappenbuch von 1450

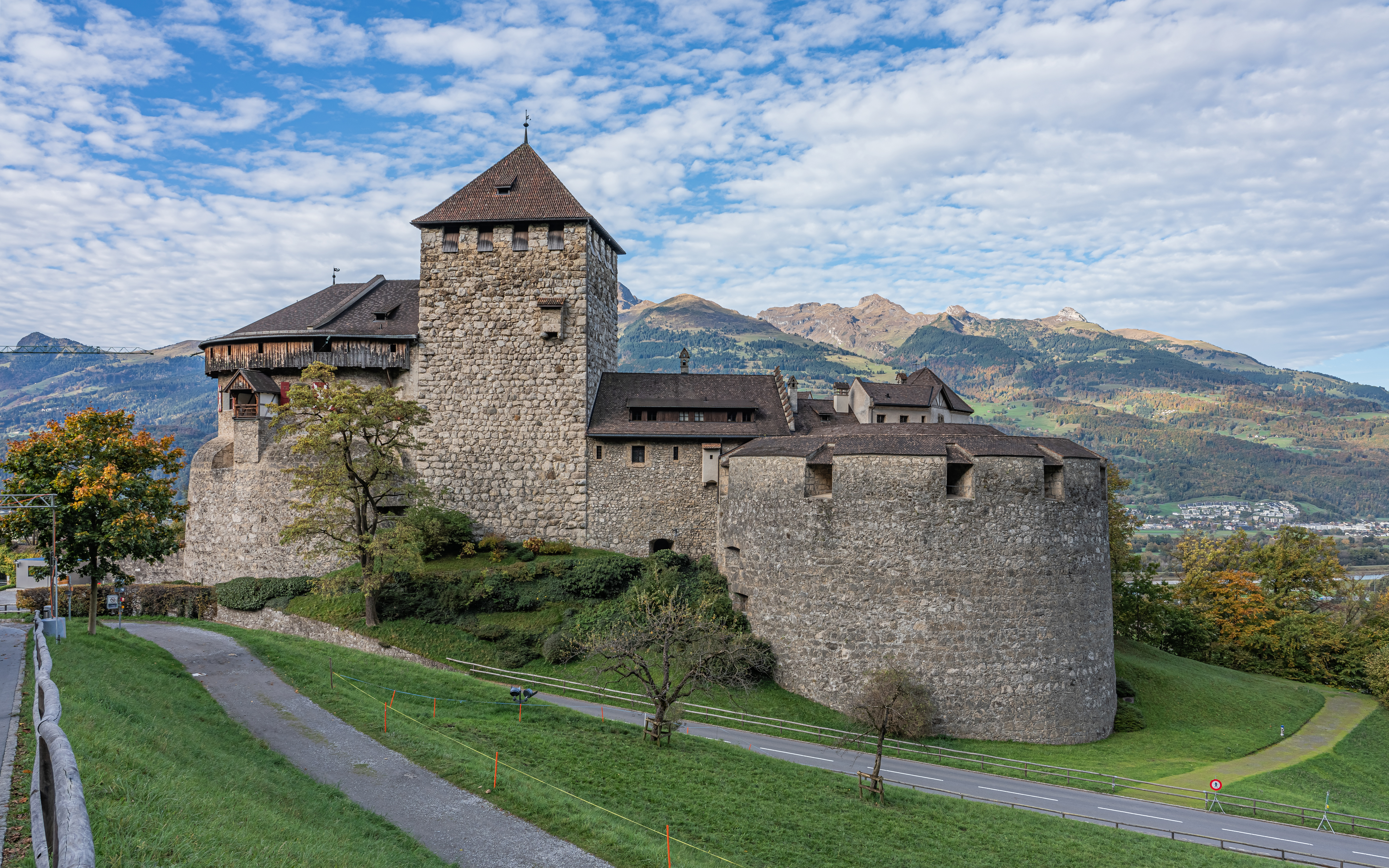
Nach dem Verkauf der Grafschaft Vaduz an die Liechtensteiner wurde das Schloss des Jakob Hannibal III. von eingesetzten Landvögten bewohnt. Das Haus Liechtenstein bewohnt das Schloss erst seit 1938.

Jakob Hannibal III. von Hohenems (* 7. März 1653; † 12. August 1730 in Wien) war ein Graf aus dem Adelsgeschlecht Hohenems-Vaduz. Bekannt wurde er durch seinen Verkauf der Herrschaft Schellenberg (1699) und der Grafschaft Vaduz (1712) an das Haus Liechtenstein, ein Adelsgeschlecht aus Österreich und Böhmen. Der Verkauf seiner Besitztümer gilt als Grundlegung des heutigen Fürstentums Liechtenstein, eines unabhängigen Kleinstaats im Gebiet des Alpenrheins zwischen Österreich und der Schweiz. Am 23. Januar 1719 vereinigte ein Diplom von Kaiser Karl VI. die Grafschaft Vaduz und die Herrschaft Schellenberg und erhob sie zu einem Reichsfürstentum mit dem Namen «Liechtenstein».

## Leben
Jakob Hannibal III. von Hohenems war der zweitälteste Sohn des Franz Wilhelm I. von Hohenems und der Landgräfin Eleonora Katharina von Füstenberg. Er hatte vier Geschwister, darunter Ferdinand Karl von Hohenems und Franz Wilhelm II. von Hohenems; eine Schwester und ein weiterer Bruder verstarben bereits im Kindesalter. Nach dem Tod seines Vaters übernahm der erst zwölfjährige ältere Bruder Ferdinand Karl offiziell die Regierungsgeschäfte der Grafschaften Vaduz und Schellenberg. Da er jedoch für diese Aufgabe noch zu jung war, bestellte man eine vormundschaftliche Regierung: Kaiser Leopold I. bestimmte seine Mutter und seinen Onkel Karl Friedrich für diese Aufgabe. Jakob Hannibal besuchte zusammen mit seinem Brüdern die Lateinschule der Jesuiten in Feldkirch. Am 12. November 1669 schrieb er sich zusammen mit seinem älteren Bruder Ferdinand Karl zum Studium an der Universität Salzburg ein.
Nach dem Tod seines Onkels Karl Friedrich am 20. Oktober 1675 übernahm sein Bruder Ferdinand Karl selbst die Regierungsgeschäfte. Dessen Herrschaft war von Verschwendung, Willkür und Gewalttaten geprägt. Ferdinand Karl verprasste das Vermögen und das Erbe seiner Geschwister. Er lancierte mehrere Hexenprozesse und bereicherte sich am Vermögen der Hingerichteten. 1681 wurde gegen ihn deswegen die Reichsexekution eingeleitet und der Kemptener Fürstabt Rupert mit ihrer Durchführung beauftragt. Es war Jakob Hannibal, der seinen eigenen Bruder beim Kaiser anzeigte. Am 22. Juni 1684 wurde der Graf abgesetzt, nachdem er bereits 1683 die Hoheit über die Strafgerichtsbarkeit verloren hatte und verhaftet worden war. Auch wurde er verpflichtet, die illegal erworbenen Vermögenswerte den Hinterbliebenen der Opfer zurückzugeben. Die letzten Jahre seines Lebens verbrachte er als Gefangener in Kaufbeuren.
Nach dem Tod seines Bruders im Jahr 1686 sollte eigentlich Jakob Hannibal III. zusammen mit seinem Bruder Franz Wilhelm II. die Herrschaft übernehmen. Doch obwohl sich die Landbevölkerung für ihn einsetzte, verblieben die Herrschaften unter der Verwaltung des vom Kaiser eingesetzten Fürstabts Rupert von Bodman. Jakob Hannibal vertrat den Standpunkt, dass er selber ein Opfer seines Bruders gewesen sei, dass er nicht für die Verbrechen seines Bruders verantwortlich sei, und dass er es war, der seinen Bruder beim Kaiser angezeigt hatte. 1688 versuchte Jakob Hannibal vergeblich, die Herrschaft über die Festung und Grafschaft Hohenems seines Vetters Graf Franz Karl Anton von Hohenems zu übernehmen. Kaiser Leopold I. bevorzugte seinen jüngeren Bruder Franz Wilhelm. Dieser heiratete am 3. April 1691 Aloisia Josepha von Liechtenstein, eine Tochter Maximilians II. von Liechtenstein. Doch bereits am 27. August desselben Jahres fiel Franz Wilhelm im Kampf gegen die Türken.
Jakob Hannibal versuchte nun ein zweites Mal, die Herrschaft über die Grafschaft Hohenems zu übernehmen, doch setzte der Kaiser genau wie in Vaduz und Schellenberg jetzt auch hier einen kaiserlichen Verwalter ein. Der Kaiser schrieb Jakob Hannibal eine Mitschuld an der desolaten finanziellen Lage der Grafschaften und Herrschaften zu und traute ihm nicht. Darauf verkaufte Jakob Hannibal 1699 die Herrschaft Schellenberg für 115.000 Gulden an Johann Adam I. von Liechtenstein, den er 1691 bei der Hochzeit seines Bruders kennengelernt hatte. Im Gegenzug kaufte er 1710 von Johann Adam die Grafschaft Bistrau in Böhmen für 234.000 Gulden. Da er das Geld nicht aufbringen konnte, verkaufte er 1712 auch die Grafschaft Vaduz für 290.000 Gulden an die Liechtensteiner.
Durch diese Erwerbungen waren die Liechtensteiner Herren eines reichsunmittelbaren Gebiets geworden und erhielten Sitz und Stimme im Reichstag. Die Grafschaft Bistrau war kein reichsunmittelbares Gebiet. Da Jakob Hannibal III. jedoch noch durch die Grafschaft Hohenems das Stimmrecht im Reichstag innehatte, ging ihm dieses nicht verloren, und der Handel brachte ihm einen grossen finanziellen Gewinn von 56.000 Gulden ein. Sein Problem war nur, dass die Grafschaft Hohenems immer noch unter kaiserlicher Verwaltung stand und von Fürstabt Rupert von Bodman und ab 1716 vom Grafen Anton III. von Montfort-Tettnang verwaltet wurde. Am 4. April 1718 verfügte Kaiser Karl VI. das Ende der kaiserlichen Administration über Hohenems, ernannte aber den Sohn Jakob Hannibals, Graf Franz Rudolf, zum neuen Regenten von Hohenems.
Enttäuscht verliess Jakob Hannibal III. das Rheintal und verbrachte den Rest seines Lebens in Böhmen und in Österreich. Er wurde Kammerherr am Wiener Hof. Zuerst war er Kammerherr der Mutter des Kaisers Franz I. Stephan, anschliessend von Maria Magdalena, der Schwester Kaiser Karls VI. Er starb am 12. August 1730 in Wien.